# 笛沙格环形山

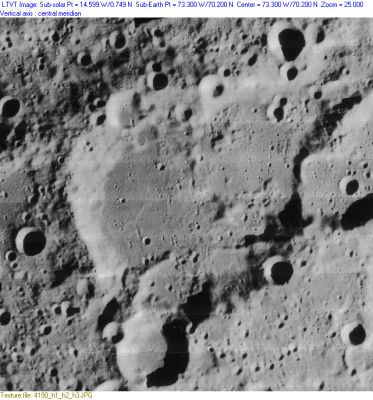
月球轨道器4号拍摄的图像

笛沙格环形山（Desargues）是月球西半侧靠近北极区的一座大型古撞击坑，约形成于45.5-39.2亿年前的前酒海纪，其名称取自法国几何学家吉拉爾·笛沙格（Girard Desargues，1591年-1661年），1964年被国际天文学联合会正式批准接受。

## 描述
该陨坑西侧毗邻林德布拉德环形山、西北靠近布利安生环形山、帕斯卡环形山位于它的北面，东侧从北往南分别坐落了彭赛列环形山、阿那克西米尼环形山、卡彭特环形山及阿那克西曼德环形山，而毕达哥拉斯环形山和克雷莫纳环形山则分别横亘在它的东南和西南。该陨坑中心月面坐标为70°15′N 73°25′W / 70.25°N 73.42°W，直径84.85公里，深度约2.81公里。
由于存续期悠长，笛沙格环形山已严重损毁，留下一圈被后续撞击重塑的低矮、畸形的坑壁。其南侧与卫星坑笛沙格 M相接壤、北侧坑壁覆盖了卫星坑笛沙格 A，而东北和南侧坑壁则分别坐落在二座更古老的残迹坑上，分别构成环形山一大一小二处向外凸出的边缘，其中：南侧废墟坑的北半部残壁仍遗留在环形山坑底，而东北废墟坑的原始坑壁残余，在环形山内形成一系列由北往东南伸展的低矮山丘，围住坑底东北部近三分之一的区域，该废墟坑还部分被一对横跨在笛沙格环形山东侧坑壁上的卫星坑笛沙格 E和笛沙格 B所覆盖。
笛沙格环形山坑壁平均高出周边地形1200米，东南壁部分壁顶高度超过2360米，坑内容积大约6788.33立方公里。坑底表面较为平坦，很可能已被后续的熔岩流重塑，或相邻陨坑形成时的抛射物所填塞，坑内大部分原始结构已被消除，只剩有一些山脊和以前陨坑的残壁。
在1964年被国际天文学联合会正式命名前，该环形山曾被指名为卫星坑阿那克西曼德 C。
由于它位处月球西侧边沿，从地球看，受透视作用影响，其外观被高度拉长，细节难以看清，对它的观察有赖于月球的摄动。

## 卫星陨石坑
按惯例，最靠近笛沙格环形山的卫星坑将在月图上以字母标注在它的中心点旁边.
| 笛沙格 | 纬度     | 经度     | 直径      |
| ------ | -------- | -------- | --------- |
| A      | 71.34° N | 75.64° W | 14.27公里 |
| B      | 70.67° N | 65.35° W | 48.61公里 |
| C      | 69.67° N | 78.83° W | 10.87公里 |
| D      | 69.37° N | 70.09° W | 11.16公里 |
| E      | 70.33° N | 67.66° W | 31.82公里 |
| K      | 68.52° N | 67.69° W | 9.23公里  |
| L      | 69.49° N | 82.23° W | 12.94公里 |
| M      | 68.42° N | 74.42° W | 27.47公里 |

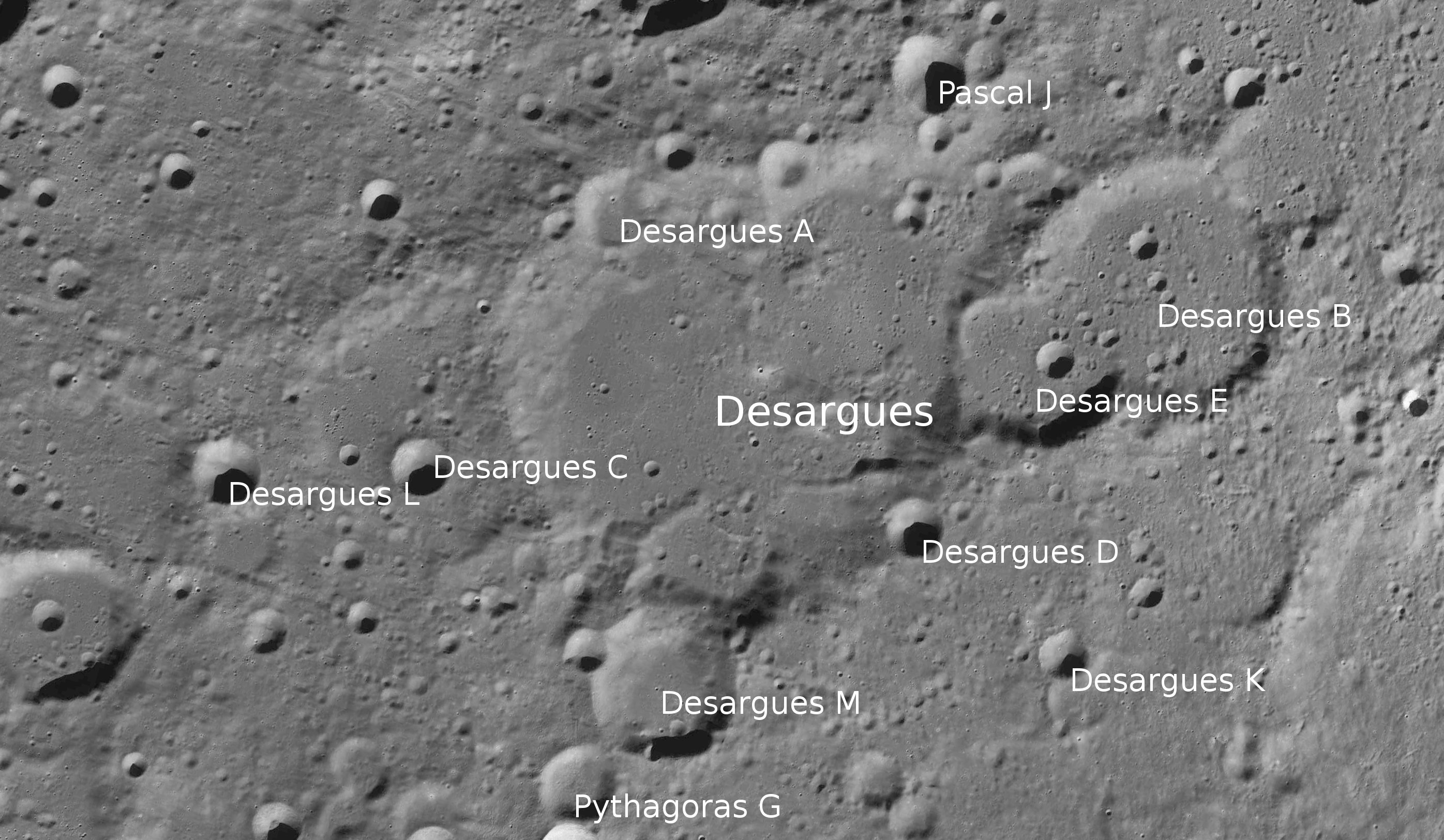
月球勘测轨道飞行器拍摄

- 卫星坑笛沙格 E深约2300米，在它的坑内有一座1000米深的醒目碗状坑[4]；
- 卫星坑笛沙格 M坑壁的最大高度达到2300米[4]；
- 卫星坑笛沙格 M约形成于早雨海世[1]。

## 参引资料
1. 1 2 3 4 5  Lunar Impact Crater Database
2. ↑   (PDF).   [2017-02-26]. （原始内容存档 (PDF)于2013-02-20）.
3. ↑  .   [2017-02-26]. （原始内容存档于2021-04-19）.
4. 1 2 3  .   [2017-02-26]. （原始内容存档于2013-01-05）.

## 另请参阅
- Andersson, L. E.; Whitaker, E. A. . NASA RP-1097. 1982.
- Blue, Jennifer. . USGS. July 25, 2007  [2007-08-05]. （原始内容存档于2013-02-13）.
- Bussey, B.; Spudis, P. . New York: Cambridge University Press. 2004. ISBN 978-0-521-81528-4.
- Cocks, Elijah E.; Cocks, Josiah C. . Tudor Publishers. 1995. ISBN 978-0-936389-27-1.
- McDowell, Jonathan. . Jonathan's Space Report. July 15, 2007  [2007-10-24]. （原始内容存档于2018-12-25）.
- Menzel, D. H.; Minnaert, M.; Levin, B.; Dollfus, A.; Bell, B. . Space Science Reviews. 1971, 12 (2): 136–186. Bibcode:1971SSRv...12..136M. doi:10.1007/BF00171763.
- Moore, Patrick. . Sterling Publishing Co. 2001. ISBN 978-0-304-35469-6.
- Price, Fred W. . Cambridge University Press. 1988. ISBN 978-0-521-33500-3.
- Rükl, Antonín. . Kalmbach Books. 1990. ISBN 978-0-913135-17-4.
- Webb, Rev. T. W.  6th revised. Dover. 1962. ISBN 978-0-486-20917-3.
- Whitaker, Ewen A. . Cambridge University Press. 1999. ISBN 978-0-521-62248-6.
- Wlasuk, Peter T. . Springer. 2000. ISBN 978-1-85233-193-1.